# (13038) Woolston
(13038) Woolston est un astéroïde de la ceinture principale.

## Description
(13038) Woolston est un astéroïde de la ceinture principale. Il fut découvert le 2 mars 1990 à La Silla par Eric Walter Elst. Il présente une orbite caractérisée par un demi-grand axe de 2,98 UA, une excentricité de 0,04 et une inclinaison de 8,0° par rapport à l'écliptique.

## Compléments